# U3D
Universal 3D (U3D) é um formato de ficheiro padronizado em junho de 2006 pela Ecma International sob a referência Ecma-363. O seu objetivo é tornar-se um padrão universal para a troca de dados em 3D.
O formato PDF permite incluir nativamente, e desde a versão 6, cenas U3D em documentos PDF.

## Aplicações com suporte para U3D
- Adobe Acrobat e Adobe Reader (desde a versão 7),
- Photoshop CS3,
- Poser 7,
- DAZ Studio,
- MeshLab.

O software listado abaixo permite criar ficheiros PDF com objetos U3D:
- Adobe Systems Acrobat
- Adobe Systems Acrobat Pro
- AVEVA Review
- Bentley Systems MicroStation autoriza a exportação PDF com objetos U3D.
- ESKOArtwork "Studio" um Plugin para Adobe Illustrator
- Graphisoft ArchiCAD exporta em formato U3D e integração num PDF
- Mesh Lab[1]
- Nemetschek Allplan
- Pdftex, com o package movie15.
- Pro Engineer Wildfire
- Right Hemisphere Deep Server
- Siemens PLM Software Process Simulate exporta objetos U3D.
- «PDF3D SDK» (PDF). toolkit gera PDF 3D, U3D.